# Гран-при IBU
Гран-при IBU (Гран-при Международного союза биатлонистов) — международные биатлонные соревнования, проходившие в 2002, 2004 и 2006 годах в Ханты-Мансийске по завершении этапов Кубка мира. Первый Гран-при IBU включал в себя гонку с общего старта на 15 км у мужчин и 12,5 км у женщин, по итогам которой проводились пасьюты. Последующие соревнования 2004 и 2006 годов включали в себя выступления в спринтах, по итогам которых проводились пасьюты, а также выступления в масс-стартах.

## Результаты Гран-при IBU
| № п/п | Дата               | Гонка      | Пол | Дистанция | Золото              | Серебро             | Бронза                 |
| ----- | ------------------ | ---------- | --- | --------- | ------------------- | ------------------- | ---------------------- |
| 1     | 27 марта 2002 года | Масс-старт | Ж   | 12,5 км   | Светлана Черноусова | Елена Зубрилова     | Светлана Ишмуратова    |
| 1     | 27 марта 2002 года | Масс-старт | М   | 15 км     | Фруде Андресен      | Людвиг Гредлер      | Олег Рыженков          |
| 1     | 28 марта 2002 года | Пасьют     | Ж   | 10 км     | Екатерина Дафовска  | Альбина Ахатова     | Светлана Черноусова    |
| 1     | 28 марта 2002 года | Пасьют     | М   | 12,5 км   | Виктор Майгуров     | Илмарс Брицис       | Олег Рыженков          |
| 2     | 17 марта 2004 года | Спринт     | М   | 10 км     | Андрей Дериземля    | Павол Гурайт        | Дмитрий Ярошенко       |
| 2     | 17 марта 2004 года | Спринт     | Ж   | 7,5 км    | Светлана Ишмуратова | Ирина Никульчина    | Екатерина Иванова      |
| 2     | 18 марта 2004 года | Пасьют     | М   | 12,5 км   | Павол Гурайт        | Павел Ростовцев     | Андрей Дериземля       |
| 2     | 18 марта 2004 года | Пасьют     | Ж   | 10 км     | Светлана Ишмуратова | Екатерина Дафовска  | Гунн Маргит Андреассен |
| 2     | 19 марта 2004 года | Масс-старт | М   | 15 км     | Павел Ростовцев     | Павол Гурайт        | Дмитрий Ярошенко       |
| 2     | 19 марта 2004 года | Масс-старт | Ж   | 12,5 км   | Елена Петрова       | Светлана Ишмуратова | Екатерина Дафовска     |
| 3     | 29 марта 2006 года | Спринт     | М   | 10 км     | Иван Черезов        | Сергей Рожков       | Павел Ростовцев        |
| 3     | 29 марта 2006 года | Спринт     | Ж   | 7,5 км    | Елена Петрова       | Наталья Гусева      | Екатерина Дафовска     |
| 3     | 30 марта 2006 года | Пасьют     | М   | 12,5 км   | Сергей Рожков       | Иван Черезов        | Павел Ростовцев        |
| 3     | 30 марта 2006 года | Пасьют     | Ж   | 10 км     | Ольга Зайцева       | Екатерина Дафовска  | Наталья Гусева         |
| 3     | 31 марта 2006 года | Масс-старт | М   | 15 км     | Максим Чудов        | Иван Черезов        | Андрей Маковеев        |
| 3     | 31 марта 2006 года | Масс-старт | Ж   | 12,5 км   | Ольга Зайцева       | Наталья Гусева      | Екатерина Дафовска     |